# (1676) Kariba
(1676) Kariba es un asteroide que forma parte del cinturón de asteroides y fue descubierto por Cyril V. Jackson el 15 de junio de 1939 desde el observatorio Union de Johannesburgo, República Sudaficana.

## Designación y nombre
Kariba fue designado al principio como 1939 LC.
Posteriormente se nombró por el lago artificial africano de Kariba.

## Características orbitales
Kariba está situado a una distancia media del Sol de 2,236 ua, pudiendo alejarse hasta 2,655 ua y acercarse hasta 1,816 ua. Tiene una excentricidad de 0,1876 y una inclinación orbital de 6,13°. Emplea en completar una órbita alrededor del Sol 1221 días.